# EuroCity

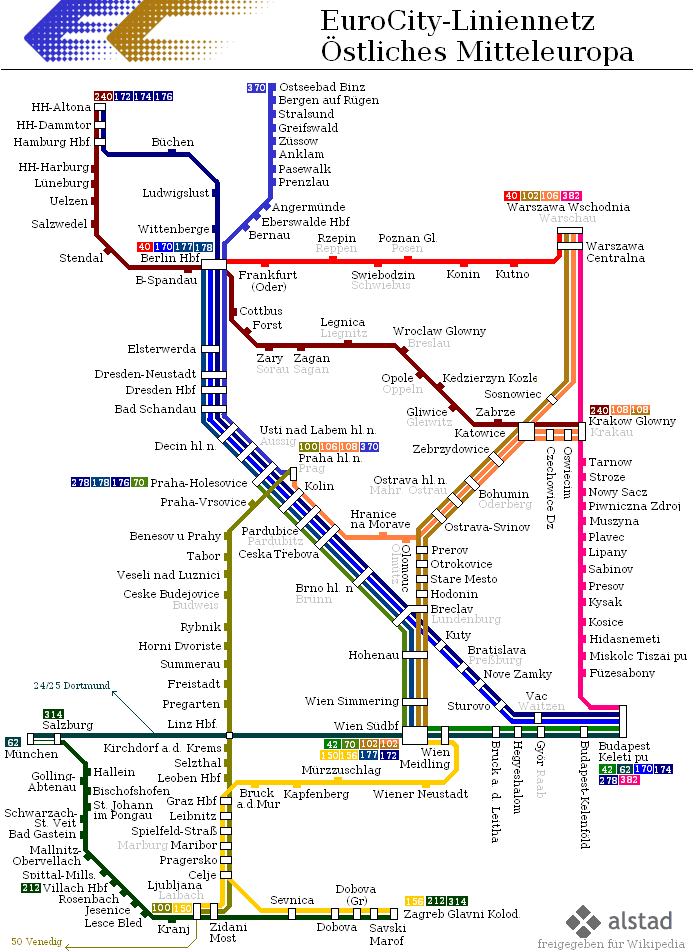
Síť EuroCity ve východní Střední Evropě

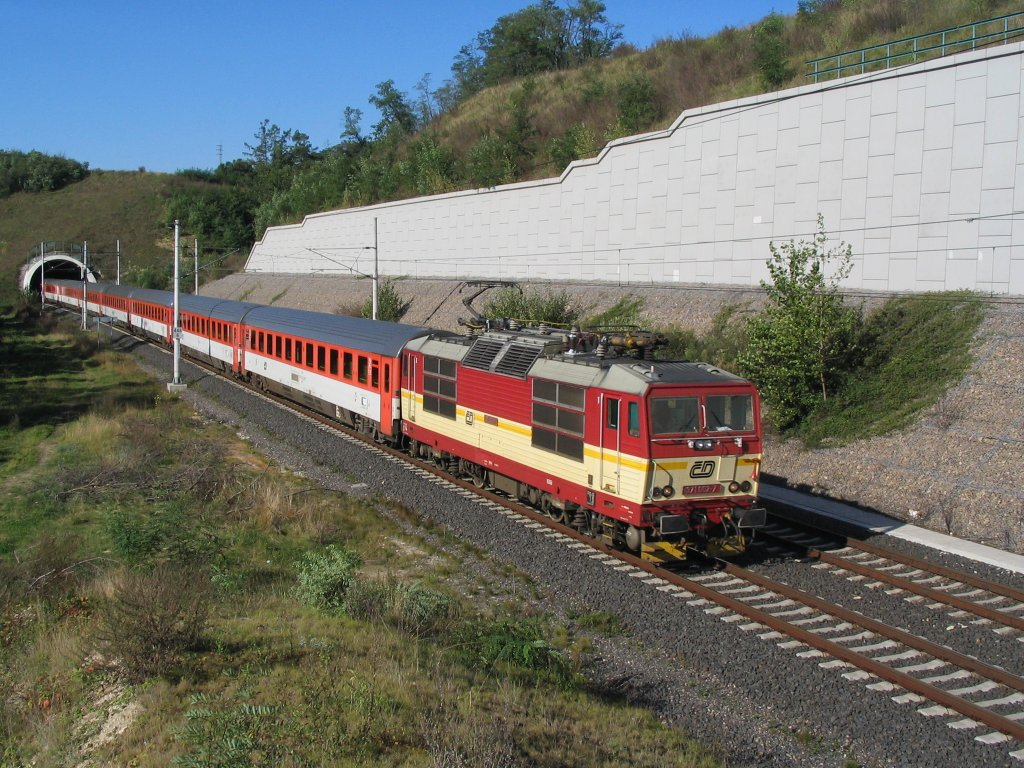
Vlak EC 370 vyjíždí z tunelu u zastávky Mlčechvosty cestou do dánského Århusu

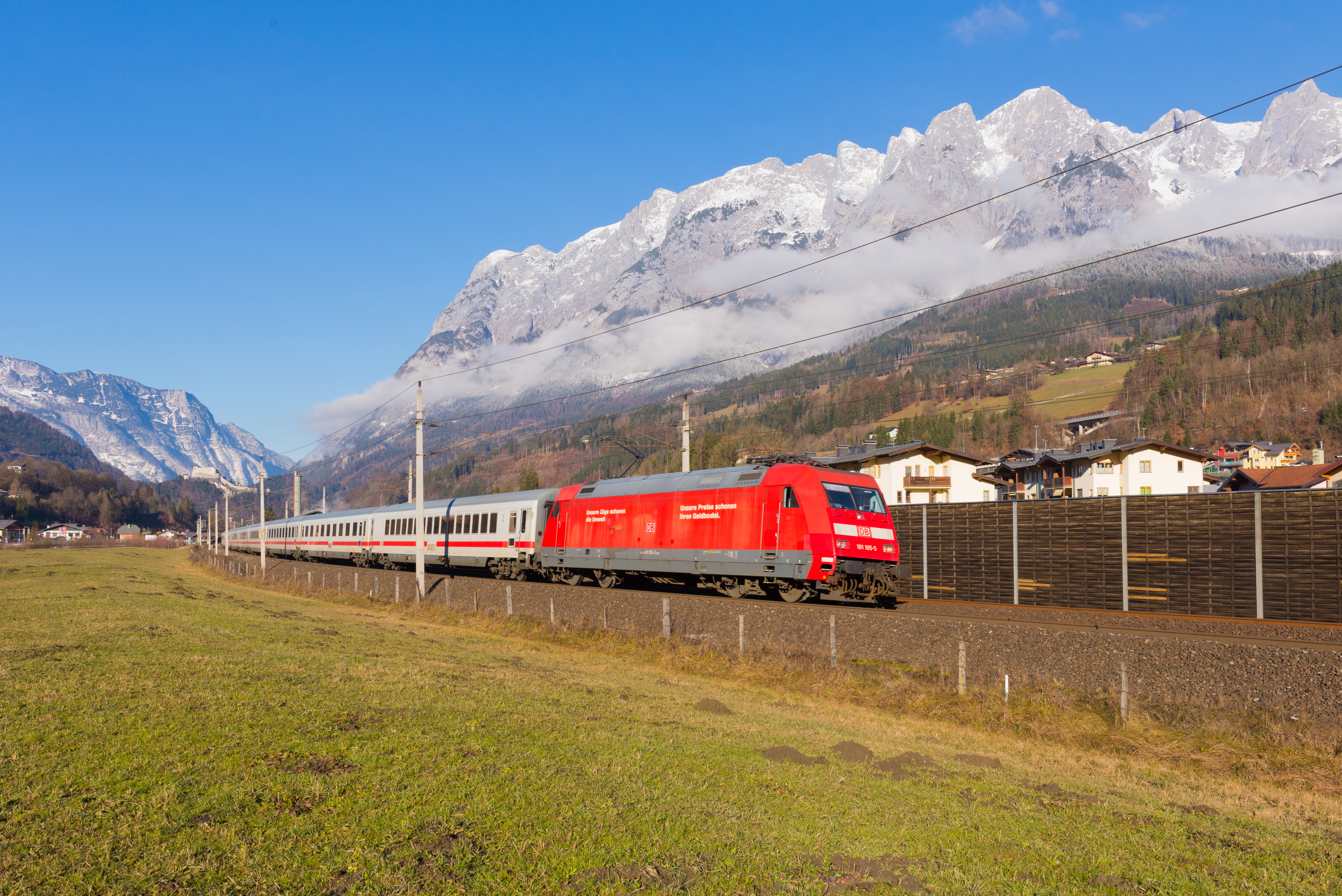
EuroCity na síti Německých státních drah DB

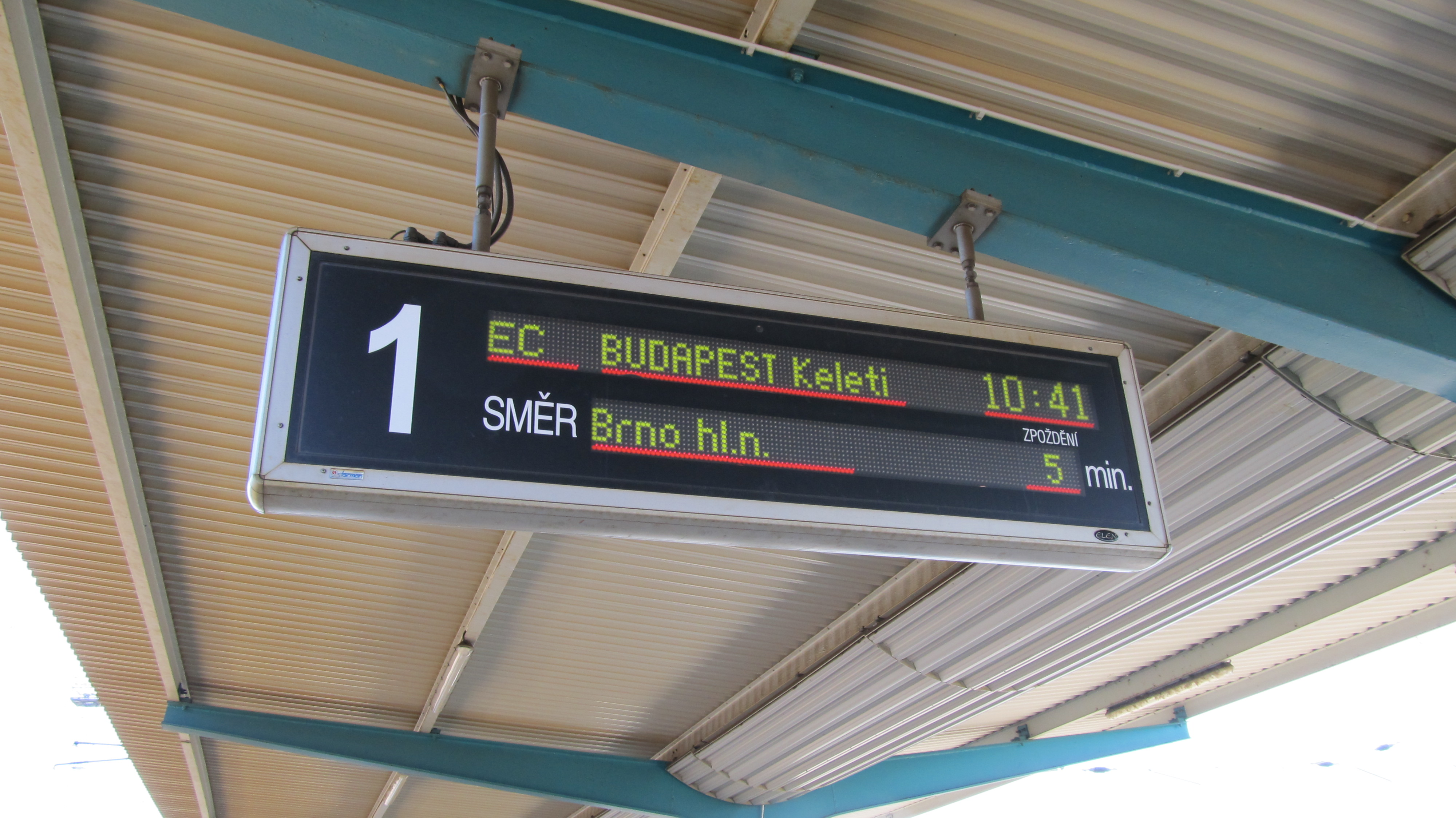
Informační tabule na pardubickém hlavním nádraží informuje o času odjezdu vlaku EuroCity 275 Slovan do stanice Budapest-Keleti pályaudvar

EuroCity, zkráceně EC, znamená kategorii vlakového spoje v rámci evropské mezinárodní železniční sítě. Na rozdíl od vlaků kategorii „IC“ (InterCity), spoje „EC“ jsou mezinárodními vlaky, které musí splňovat určitá daná kritéria vyjmenovaná v níže uvedeném seznamu. Prvních 64 vlakových párů vyjelo pod touto kategorií roku 1987.
Během éry před podepsáním Schengenské smlouvy byla prováděna pasová kontrola cestujících v EC spojích během jízdy, na rozdíl od ostatních spojů, kde se prováděla kontrola během stání ve stanici (někdy vyžadující vystoupení cestujících).

## Historie
Rokem 1957 byla v rámci zemí Evropského hospodářského společenství (EHS) a přidružených zemí zavedena síť vlaků Trans Europe Express, zkratkou TEE, v jejímž rámci byly sjednoceny technické a komerční požadavky na ty nejlepší vlaky denního provozu, které spojovaly významná evropská města. Tyto vlaky byly původně určeny zvláště pro majetné obchodní cestující, kteří používali zvláště 1. třídu.
V roce 1986 se celkem 13 železničních správ (správy zemí EHS, Švýcarska a Rakouska) rozhodlo od grafikonu 1987/1988 nahradit síť TEE vlaky nové kategorie EuroCity, do níž zpočátku spadaly vlaky denní i noční. Až v roce 1993 byly tyto dva provozy odděleny a noční dostaly název EuroNight. Síť EuroCity byla proti síti TEE více zaměřena i na méně movitou klientelu, turisty a mládež. 
Když bylo jasné, že východní Evropa už nebude dále pod vlivem Sovětského svazu, začalo se uvažovat, že by tyto vlaky měly být rozšířeny i za hranice bývalé železné opony. Počátkem 90. let 20. století tedy vlaky kategorie EC poprvé pronikly i do východní Evropy. Stalo se tak na trase Vídeň – Budapešť, kudy projel vlak EC Lehár. Postupem času se vlaky kategorie EC rozšířily i do zemí bývalého východního bloku, ale na druhou stranu některé země západní Evropy tyto vlaky opustily. Například ve Španělsku vlaky EC už nejezdí a i ve Francii je v některých směrech nahradily vysokorychlostní spoje TGV.
Vstup východoevropských železničních správ, včetně té české, do projektu EuroCity však neznamenal jen pozitivní krok v rozšíření destinací na mnoho měst východní Evropy. Vzhledem k tomu, že východoevreopské správy neměly vozy, které by vyhovovaly kritériím vozů vhodných pro provoz v síti EC, byla tato kritéria nezřídka porušována. To vedlo k tomu, že například Rakouské státní dráhy (ÖBB) zavedly nový produkt ÖBB EC (ačkoliv ze strany ÖBB dochází taky k porušování kritérií – viz níže), Železničná spoločnosť Slovensko (ZSSK) vede vybrané vlaky EuroCity z ČR po svých tratích jako expresy (Ex). Také to mělo za následek, že vstup jakýchkoliv dalších správ do sítě vlaků EuroNight je už kontrolován o poznání důsledněji a musí být splněna všechna kritéria, která jsou třeba.

## Kritéria
- musí se jednat o vlak mezinárodní. Rakouské železnice (ÖBB) označují jako vlaky Eurocity také vnitrostátní vlaky. Pod označením ÖBB-EC tak jezdí vnitrostátně na území Rakouska
- vlak je řazen z vozů 1. a 2. třídy,
- ve vlaku musí být řazen jídelní vůz, do 500 km postačí bistrovůz
- vlak je skupinově řazen, tedy je řazen vůz nebo vozy 1. třídy, následně restaurační vůz a potom vozy 2. třídy
- vozy jsou různých typů, což znamená, že ve vlaku jsou řazeny jak vozy oddílové (tzv. kupé vozy), tak vozy velkoprostorové, ať už s leteckým uspořádáním nebo standardním uspořádáním sedadel proti sobě
- všechny vozy jsou klimatizované, což je podmínka, která není striktně dodržována především u východoevropských železnic, v Česku, na Slovensku a v západní Evropě bývá tato podmínka porušována již jen zřídka
- zastavuje pouze ve významných městech, což je další z kritérií, které je někdy porušováno
- nezastavuje na více než pět minut, ve výjimečných případech do 15 minut
- personál vlaku mluví více jazyky, z nichž jeden musí být angličtina, francouzština, němčina nebo italština
- písemné informace se poskytují ve více jazycích
- průměrná rychlost je vyšší než 90 km/h, a to včetně zastávek. Toto se netýká spojů jedoucích horským terénem
- vlak jede přes den – začátek jízd po 6:00, příjezd do cíle před půlnocí, což je podmínka, která je dnes také někdy porušována (vlaky odjíždějí ještě před 6. ranní a dojíždí až po půlnoci)

Dalšími kritérii, která však nejsou specifikována, ale v současné době se dodržují u mnoha spojů, jsou:
- informační letáky, které informují cestujícího o jízdě vlaku, jsou k dispozici každému cestujícímu. V letáku jsou uvedeny veškeré zastávky vlaku a přípoje v těchto zastávkách
- přípojky PC: cestující může připojit svůj notebook k elektrické síti a pracovat během cesty. Elektrické zásuvky se stávají již běžným standardem, většina vozů ČD pro spoje EC již toto kritérium splňuje, ještě lepší situace je u západních železničních správ, ale například maďarské vozy přípojkami 230 V nedisponují
- vakuové WC, neboli uzavřený systém WC, což znamená, že odpad z toalety je podtlakovým, přetlakovým nebo rovnotlakým systémem odveden do nádrže pod vlakem a v konečné stanici je z nádrže odpad vyčerpán; většinou dodržováno
- přeprava jízdních kol – u některých vlaků kategorie EuroCity jsou řazeny vozy, v nichž je umožněna přeprava jízdních kol. Většinou se to týká hlavně vlaků, které jedou z/do Německa a na nichž jsou provozovány vozy DB. U takových spojů je však povinností cestujících si pro kolo rezervovat místo, od jízdního řádu 2012 poskytují tuto službu také České dráhy
- přeprava invalidů na vozíku je většinou standardní záležitostí a bývá umožněna jak v 1., tak ve 2. vozové třídě
- místa pro rodiče s dětmi jsou většinou také běžnou záležitostí v mnoha spojích kategorie EC.

## Historie EC v Česku
První pár spojů EuroCity jezdil na českém území podle jízdního řádu 1991/1992. Od té doby se jejich počet postupně zvyšoval až na 28 párů podle jízdního řádu 2008/2009. V roce 2020 jich zde jezdí 21 párů.
V roce 2013 jich jezdilo 21 párů, a to na třech trasách:
- (…Bratislava/Wien –) Břeclav – Brno – Pardubice – Praha – Ústí nad Labem – Děčín – Dresden – Berlin… (4 páry v celém úseku: Hungaria, Vindobona, Jan Jesenius, Slovenská strela, 1 pár mezi Brnem a Německem: jednosměrné vlaky Johannes Brahms a Carl Maria von Weber, 1 pár mezi Brnem a Slovenskem: Petrov, 9 párů ve směru mezi Slovenskem či Rakouskem a Prahou: Gustav Mahler, Smetana, Franz Schubert, Antonín Dvořák, Johann Gregor Mendel, Gustav Klimt, Avala, Jaroslav Hašek, Slovan, 1 pár mezi Prahou a Německem: Alois Negrelli)
- Warszawa – Katowice – Bohumín – Ostrava – Přerov – Břeclav – (– Wien/Bratislava…) (4 páry spojů: Polonia, Sobieski, Comenius, Varsovia)
- Warszawa – Katowice – Bohumín – Ostrava – Olomouc – Pardubice – Praha (1 pár spojů: Praha)

## Přehled provozovaných vlaků kategorie EuroCity
| Číslo vlaku                  | Jméno                    | Dráha vlaku | Dráhy (některé) | Počátek provozu | Ukončení provozu | EC-index |
| ---------------------------- | ------------------------ | --- | --------------- | --------------- | ---------------- | -------- |
| EC 230,231/233               | Absalon                  | København – Puttgarden – Hamburg | DSB             | 1. 6. 2001      | 14. 12. 2002     | 2001.01  |
|                              | Admiraal de Ruijter      | Amsterdam – Hoek van Holland – Harwich – London | NS/BR           | 31. 5. 1987     |                  | 1987.32  |
| EC 314, 315                  | Agram                    | Zagreb – Ljubljana – Jesenice – Villach Hbf – Tauerntunnel – Salzburg Hbf | SŽ              | 15. 12. 2002    |                  | 2002.03  |
| EC 166,167                   | Albert Einstein          | Praha – Furth im Wald – Lindau – Bern – Interlaken | ČD              | 23. 5. 1993     | 14. 12. 2002     | 1993.03  |
| EC 46, 47                    | Alexander von Humboldt   | Berlin – Hannover – Köln – Brussel | DB              | 23. 5. 1993     | 23. 5. 1998      | 1993.11  |
| EC 390,391                   | Alfred Nobel             | Hamburg-Altona – Puttgarden – Stockholm/Oslo | DB              | 31. 5. 1987     | 30. 5. 1992      | 1987.58  |
| EC 174,175                   | Alois Negrelli           | Praha – Schöna – Hamburg-Altona | ČD              | 28. 5. 2000     | -                | 2000.01  |
| EC 18,19                     | Andreas Hofer            | Innsbruck – Kufstein – Dortmund | DB              | 2. 6. 1991      | 14. 12. 2002     | 1991.03  |
| EC 92,93                     | Angelika Kauffmann       | München – Lindau – Zürich | DB              | 23. 5. 1993     | 14. 12. 2002     | 1993.10  |
| EC 128,129                   | Anton Bruckner           | Linz – Passau – Hamburg-Altona | DB              | 2. 6. 1991      | 22. 5. 1993      | 1991.02  |
| EC 76, 77                    | Antonín Dvořák           | Wiener Neustadt Hbf – Hohenau – Břeclav – Brno hl. n. – Česká Třebová – Pardubice hl. n. – Kolín – Praha hl. n. |                 |                 |                  |          |
| EC 114, 115                  | Arbalète                 | Zürich – Basel – Paris-Est | SNCF            | 31. 5. 1987     | 28. 5. 1997      | 1987.44  |
| EC 272, 273                  | Avala                    | Bělehrad – Kelebia – Budapest – Štúrovo – Bratislava – Brno – Praha |                 |                 | 13. 12. 2014     |          |
|                              | Balkan Express           | Bělehrad – Niš – Sofia – Istanbul |                 |                 |                  |          |
| EC 84,85                     | Barbarossa               | Milano – Chiasso – Schaffhausen – Stuttgart |                 | 31. 5. 1987     | 29. 5. 1988      | 1987.26  |
| EC 475, 477                  | Barcelona Talgo          | Barcelona – Toulouse – Les Aubrais – Paris-Austerlitz | RENFE           | 31. 5. 1987     | 22. 5. 1993      | 1987.60  |
| EC 62,63                     | Bartók Béla              | München – Salzburg – Budapest Keleti | MÁV             | 2. 6. 1991      | –                | 1991.01  |
| EC 98,99                     | Bavaria                  | Zürich HB – St. Margrethen – Bregenz – Lindau Hbf – München Hbf | DB              | 31. 5. 1987     | 14. 12. 2002     | 1987.31  |
|                              | Benjamin Britten         | Londen – Harwich – Hoek van Holland – Amsterdam | NS/BR           | 31. 5. 1987     |                  | 1987.64  |
| EC 340,341                   | Beograd                  | Wien – Budapest – Novi Sad – Bělehrad |                 |                 |                  |          |
| EC 40, 41 EC 44, 45 EC 46,47 | Berlin-Warszawa Express  | Warszawa Wschodnia – Warszawa Centralna – Kutno – Konin – Poznan Gl. – Swiebodzin – Rzepin – Frankfurt (Oder) – Berlin Ostbahnhof – Berlin Hbf | DB              | 31. 5. 2002     |                  | 2002.01  |
| EC 48, 49                    | Berlin-Warszawa Express  | Poznan Gl. – Swiebodzin – Rzepin – Frankfurt (Oder) – Berlin Ostbahnhof – Berlin Hbf |                 | 31. 5. 2002     |                  | 2002.01  |
| EC 104,105                   | Berner Oberland          | Amsterdam – Basel – Interlaken | SBB             | 2. 6. 1991      |                  | 1991.18  |
| EC 42,43                     | Berolina                 | Warszawa – Frankfurt Oder – Berlin | DR              | 31. 5. 1992     | 30. 5. 2002      | 1992.07  |
| EC 188,189                   | Bertel Thorvaldsen       | Hamburg – Puttgarden – København | DB              | 31. 5. 1992     | 14. 12. 2002     | 1992.01  |
| EC 20,21                     | Blauer Enzian            | Klagenfurt – Salzburg – Dortmund | DB              | 31. 5. 1987     | 14. 12. 2002     | 1987.06  |
| EC 141,152                   | Bonifacius               | Amsterdam – Emmerich – Köln | DB              | 2. 6. 1991      | 31. 10. 2000     | 1991.14  |
| EC 123, 124                  | Borromeo                 | Genève – Brig – Domodossola – Milano Centrale | CIS             |                 |                  |          |
| EC 107, 198                  | Brianza                  | Bellinzona – Chiasso – Como S. Giovanni – Milano Centrale | CIS             |                 |                  |          |
| EC 83, 86                    | Brabant                  | Paris Gare du Nord – Brussel-Zuid | SNCF            | 31. 5. 1987     | 23. 5. 1993      | 1987.56  |
|                              | Bulgaria                 | Moskva – Kiev – Bucuresti – Sofia/Varna/Burgas |                 |                 |                  |          |
| EC 50, 51                    | Casanova                 | Lublaň – Postojna – Sezana – Villa Opicina – Monfalcone – Portogruaro-Caorle – Venezia Mestre – Venezia Santa Lucia | SŽ              | 14. 12. 2003    | 31. 3. 2008      | 2003.01  |
| EC 382, 383                  | Canaletto                | Schaffhausen – Zürich HB – Gotthard – Milaan – Venezia | CIS             | 13. 6. 2004     |                  |          |
| EC 170, 171                  | Carl Maria von Weber     | Praha – Ústí n. L. – Drážďany – Berlín | ČD              | 29. 5. 1994     |                  |          |
|                              | Carlo Goldoni            | Venezia – Lublaň – Záhřeb – Budapest | FS              | 10. 6. 2001     | 9. 12. 2006      | 2001.04  |
| EC 4,5                       | Carlo Magno              | Sestri Levante – Basel – Dortmund | DB              | 31. 5. 1987     | 30. 5. 1992      | 1987.02  |
|                              | Corona                   | Budapest – Oradea – Cluj-Napoca – Brașov | CFR             |                 |                  |          |
| EC 9240,9249                 | Caravaggio               | Milano Centrale – Paris | SNCF            | 15. 12. 2003    |                  | 2003.02  |
| EC 70,71                     | Catalan-Talgo            | Barcelona – Gerona – Port Bou – Cerbère – Perpignan – Narbonne – Béziers – Sète – Montpellier – Nîmes – Avignon – Valence – Romans Bourg de Péage – Grenoble – Challes les Eaux – Chambéry – Aix les Bains le Revard – Culoz – Bellegarde – Genève-Cornavin | RENFE           | 31. 5. 1987     |                  | 1987.47  |
| EC 22,29                     | Champs Elysees           | (TGV) Lausanne – Paris | SNCF            | 31. 5. 1987     |                  | 1987.42  |
| EC 80,181                    | Christian Morgenstern    | Hamburg – Puttgarden – København | DB              | 31. 5. 1992     | 14. 12. 2002     | 1992.02  |
| EC 355, 354                  | Cinque Terre             | Schaffhausen – Zürich HB – Gotthard – Milaan – Genua – Livorno | CIS             | 13. 6. 2004     | 14. 12. 2008     |          |
| EC 26,23                     | Cisalpin                 | (TGV) Lausanne – Paris / Genève – Milano Centrale | SNCF/SBB        | 31. 5. 1987     | 22. 5. 1993      | 1987.39  |
| EC 246,247                   | Citadella                | Budapest–Székesfehérvár–Veszprém–Zalaegerszeg–Murska Sobota– Lublaň |                 |                 |                  |          |
| EC 70,71                     | Colosseum                | Roma Termini – Basel – Frankfurt am Main | DB              | 28. 5. 1989     | 1. 6. 1991       | 1989.05  |
| EC 106,107                   | Comenius                 | Břeclav – Ostrava-Svinov – Katowice – Warszawa-Wschodnia | ČD              | 23. 5. 1993     | 27. 5. 2000      |          |
| EC 158,159                   | Croatia                  | Záhřeb – Graz – Wien |                 |                 |                  |          |
|                              | Dacia                    | Wien – Győr – Budapest – Szolnok – Békéscsaba – Arad – Sighişoara – Brașov – Bucuresti | CFR             |                 |                  |          |
| EC 220,221                   | Detvan                   | Ostrava – Zvolen | ČD              | 10. 12. 2006    |                  | 2006.03  |
| EC 9242,9247                 | Alexandre Dumas          | Paris – Torino – Milano | SNCF            | 29. 9. 1996     | 13. 12. 2009     | 1996.04  |
| EC 52,53                     | Drava                    | Benátky – Lublaň – Záhřeb – Budapešť |                 |                 |                  |          |
| OEC 150, 151                 | Emona                    | Lublaň – Maribor – Spielfeld-Straß – Graz Hbf – Bruck a. d. Mur – Kapfenberg – Mürzzuschlag – Wiener Neustadt Hbf – Wien Meidling – Wien Hauptbahnhof | ÖBB             |                 |                  |          |
| EC 24,25                     | Erasmus                  | Amsterdam – Emmerich – Kufstein – Innsbruck | DB              | 31. 5. 1987     | 27. 5. 2000      | 1987.07  |
| EC 105,104                   | Étoile d'Europe          | Brussel – Luxembourg | CFL             | 30. 5. 1999     | 13. 12. 2003     |          |
| EC 87, 82                    | Étoile du Nord           | Paris Gare du Nord – Brussel-Zuid – Brussel-Noord – Antwerpen-Berchem – Roosendaal – Rotterdam CS – Den Haag HS – Amsterdam CS | SNCF            | 31. 5. 1987     | 22.01.1995       | 1987.53  |
| EC 126,127                   | Fatra                    | Žilina – Praha |                 |                 |                  |          |
| EC 36, 37                    | Felix Timmermans         | Köln Hbf – Aachen – Liège-G. – Brussel-Noord – Brussel-Zuid | DB              | 23. 5. 1993     | 23. 5. 1998      | 1993.13  |
| EC 26,27                     | Frans Hals               | Amsterdam – Emmerich – München | DB              | 31. 5. 1987     | 31. 10. 2000     | 1987.08  |
| EC 20,21                     | Franz Liszt              | Budapest – Passau – Dortmund | DB              | 28. 5. 1989     | 13. 12. 2003     | 1989.06  |
| EC 74, 75                    | Franz Schubert           | Praha hl. n. – Brno hl. n. – Wiener Neustadt Hbf |                 | 31. 5. 1987     |                  |          |
| EC 144/145, 146,147          | Frejus                   | Lyon – Modane – Torino | FS              | 29.09.1996      | 14.12.2003       | 1996.01  |
| EC 223,222                   | Galilei                  | Paris – Lausanne – Brig – Milano – Venezia / Firenze | SNCF            | 31. 5. 1987     | 22.05.1993       | 1987.63  |
| EC 80,81                     | Garda                    | Verona Porta Nuova – Rovereto – Trento – Bolzano/Bozen – Bressanone/Brixen – Fortezza/Franzensfeste – Brennero/Brenner – Innsbruck Hbf – Jenbach – Wörgl Hbf – Kufstein – Rosenheim – München Ost – München Hbf | FS              | 2. 6. 1991      | –                | 1991.07  |
| EC 56,57                     | Goethe                   | Paris Est – Saarbrücken – Frankfurt am Main | DB              | 31. 5. 1987     | 13.12.2003       | 1987.18  |
| EC 57,58                     | Gottardo                 | Winterthur – Milano Centrale | SBB             | 25. 9. 1988     | 7. 8. 1994       | 1988.04  |
| EC 96,97                     | Gottfried Keller         | München – Lindau – Zürich | SBB             | 31. 5. 1987     | 14. 12. 2002     | 1987.30  |
| EC 188, 189                  | Grödnertal / Val Gardena | Verona Porta Nuova – Rovereto – Trento – Bolzano/Bozen – Bressanone/Brixen – Fortezza/Franzensfeste – Brennero/Brenner – Matrei am Brenner – Innsbruck Hbf – Jenbach – Wörgl Hbf – Kufstein – Rosenheim – München Ost – München Hbf | FS              | 28. 5. 2000     | 14. 12. 2002     | 2000.03  |
| EC 278, 279                  | Gustav Klimt             | Praha hl. n. – Brno hl. n. – Wien Meidling | ČD              |                 |                  |          |
| EC 70, 71                    | Gustav Mahler            | Praha hl. n. – Brno hl. n. – Wiener Neustadt Hbf | ČD              |                 |                  |          |
| EC 42,43                     | Gustave Eiffel           | Köln – Brussel – Paris Nord | SNCF            | 31. 5. 1987     | 13. 12. 2003     | 1987.14  |
| EC 194,195                   | Hamlet                   | Hamburg – Puttgarden – København | DB              | 2. 6. 1991      | 14.12.2002       | 1991.11  |
| EC 34,35                     | Hansa                    | Hamburg – Puttgarden – København | DB              | 31. 5. 1987     | 1. 6. 1991       | 1987.12  |
| EC 74,75                     | Havelland                | Zürich – Basel – Berlin | DB              | 31. 5. 1992     | 22. 5. 1993      | 1992.06  |
| EC 58,59                     | Heinrich Heine           | Paris Est – Saarbrücken – Frankfurt am Main | SNCF            | 28. 5. 1989     | 13. 12. 2003     | 1989.01  |
| EC 78,79                     | Helvetia                 | Hamburg – Basel – Zürich | DB              | 31. 5. 1987     | 22. 5. 1993      | 1987.23  |
| EC 974,977                   | Henri Dunant             | (TGV) Genève – Paris | SNCF            | 31. 5. 1987     |                  | 1987.49  |
| EC 82,83                     | Hermann Hesse            | Chiasso – Schaffhausen – Stuttgart | SBB             | 31. 5. 1987     | 27. 5. 1989      | 1987.25  |
| EC 140,153                   | Hieronymus Bosch         | Köln – Emmerich – Amsterdam | DB              | 2. 6. 1991      | 31. 10. 2000     | 1991.13  |
| EC 128,129                   | Hradcany                 | Žilina – Praha |                 |                 |                  |          |
| EC 110,111                   | Hugo von Hoffmannsthal   | Klagenfurt – Salzburg – Stuttgart | DB              | 2. 6. 1991      | 14. 12. 2002     | 1991.08  |
| EC 146,147                   | Hukvaldy                 | |                 |                 |                  |          |
| EC 172, 173                  | Hungaria                 | Budapest Keleti pu. – Bratislava – Praha – Dresden – Berlin Hbf – Hamburg | ČD              | 23. 5. 1993     |                  |          |
| EC 536,537                   | Hornád                   | Budapest Keleti pu. – Miskolc Tiszai – Hidasnémeti – Košice | ZSSK            | 23. 5. 1993     |                  |          |
| EC 80, 85                    | Ile de France            | Paris Gare du Nord – St. Quentin – Brussel-Zuid – Brussel-Noord – Antwerpen – Berchem – Roosendaal – Rotterdam – Den Haag HS – Amsterdam CS | SNCF/NMBS       | 31. 5. 1987     | 23. 5. 1993      | 1987.54  |
| EC 179                       | Insubria                 | Zürich HB – Arth-Goldau – Göschenen – Bellinzona – Lugano – Chiasso – Como S. Giovanni – Milano Centrale | CIS             |                 |                  |          |
| EC 96, 97                    | Iris                     | Chur – Landquart – Basel SBB – Basel SNCF – Strasbourg – Metz Ville – Thionville – Luxembourg (K) – Brussel | SBB             | 31. 5. 1987     |                  | 1987.45  |
|                              | Ister                    | Budapest – Szolnok – Békéscsaba – Arad – Brașov – Bucuresti | CFR             |                 |                  |          |
| EC 142,151                   | Jan Pietersz Sweelinck   | Amsterdam – Emmerich – Köln | DB              | 2. 6.1991       | 31. 10. 2000     | 1991.15  |
| EC 38, 39                    | Jacques Brel             | Dortmund Hbf – Bochum Hbf – Essen Hbf – Duisburg Hbf – Düsseldorf Hbf – Köln Hbf – Aachen – Verviers – Liège-G. – Brussel-Zuid – Quévy – Aulnoye – St. Quentin – Paris-Nord | DB              | 23. 5. 1993     | xx. 05. 1996     | 1993.12  |
| EC 168,169                   | Jan Hus                  | Praha – Schöna – Dresden | DB              | 28. 5. 2000     | 31. 5. 2001      | 2000.02  |
| EC 280, 281                  | Jan Jesenius             | Praha hl. n. – Brno hl. n. – Bratislava hl. st. – Štúrovo – Budapest Keleti pu. | ČD              | 28. 5. 2000     |                  |          |
| EC 274,275                   | Jaroslav Hašek           | Budapest Keleti pu. – Štúrovo – Bratislava hl. st – Brno hl. n. – Praha hl. n. |                 |                 |                  |          |
| EC 295, 296                  | Jean Monnet              | Brussel – Arlon – Luxembourg – Thionville – Metz Ville – Saverne – Strasbourg – Selestat – Colmar – Mulhouse Ville – St-Louis (Haut Rhin) – Basel SNCF | SNCF            | 30. 5. 1999     |                  |          |
| EC 174,175                   | Jeszensky János          | Budapest Keleti pu. – Štúrovo – Bratislava hl. st. – Praha hl. n. – Dresden Hbf – Berlin Hbf – Hamburg-Altona | MÁV             |                 |                  |          |
| EC 972,979                   | J.J. Rousseau            | (TGV) Genève – Paris | SNCF            | 31. 5. 1987     |                  | 1987.48  |
| EC 78, 79                    | Johann Gregor Mendel     | Wien Praterstern – Hohenau – Břeclav – Brno hl. n. – Pardubice hl. n. – Praha hl. n. | ČD              | 10. 12. 2006    |                  |          |
| EC 28,29                     | Johann Strauss           | Wien – Passau – Köln | ÖBB             | 31. 5. 1987     | 13. 12. 2003     | 1987.09  |
| EC 120,121                   | Johannes Kepler          | Linz – Passau – Frankfurt am Main | ÖBB             | 2. 6. 1991      | 28. 5. 1994      | 1991.09  |
| EC 176                       | Johannes Brahms          | Brno hl. n. – Praha hl. n. – Berlin Hbf – Hamburg-Altona |                 |                 |                  |          |
| EC 144,149                   | Johannes Vermeer         | Amsterdam – Emmerich – Köln | DB              | 2. 6. 1991      | 31. 10. 2000     | 1991.16  |
| EC 26,27                     | Joseph Haydn             | Wien – Passau – Hamburg | DB              | 2. 6. 1991      | 13. 12. 2003     | 1991.19  |
| EC 100, 101                  | Jože Plečnik             | Lublaň – Zidani Most – Celje – Pragersko – Maribor – Spielfeld-Straß – Leibnitz – Graz Hbf – Leoben Hbf – Selzthal – Kirchdorf a.d. Krems – Linz Hbf – Pregarten – Freistadt – Summerau – Horní Dvořiště – Rybník (CZ) – České Budějovice – Veselí nad Lužnicí – Tábor – Benešov u Prahy – Praha-Vršovice – Praha hl. n.                                                                                    |                 | 11. 12. 2005    | 13. 12. 2009     | 2005.01  |
| EC 62, 63                    | Kálmán Imre              | Budapest-Keleti pu. – Budapest-Kelenföldi pu. – Györ – Hegyeshalom – Wien Westbahnhof – St.Pölten Hbf – Linz Hbf – Salzburg Hbf – München Hbf |                 |                 |                  |          |
| EC 192,193                   | Karen Blixen             | Hamburg – Puttgarden – København | DB              | 2. 6. 1991      | 14. 12. 2002     | 1991.10  |
| EC 50,51                     | Karlštejn/Karlstein      | Praha – Cheb – Dortmund | ČD              | 29. 5. 1994     | –                | 1994.02  |
| EC 80,81                     | Karwendel                | Innsbruck – Mittenwald – Hamburg |                 | 31. 5. 1987     | 28. 5. 1988      | 1987.24  |
| EC 164, 165                  | Kaiserin Elisabeth       | Zürich – Innsbruck – Salzburg | ÖBB             | 30. 5. 1999     | 12. 12. 2009     |          |
| EC 154,155                   | Killesberg               | Stuttgart – Zürich HB | SBB             | 23. 5. 1993     | 07.08.1994       | 1993.01  |
| EC 470,471                   | Komet                    | Basel – Hamburg | DB              | 31. 5. 1987     | 1. 6. 1991       | 1987.57  |
|                              | Körös                    | Budapest – Szolnok – Békéscsaba – Arad – Timişoara | CFR             |                 |                  |          |
| EC 120,121                   | Košican                  | Košice – Žilina – Púchov – Olomouc – Praha |                 |                 |                  |          |
| EC 143, 230                  | Kysuca                   | Praha – Ostrava – Žilina |                 |                 |                  |          |
| EC 144,145                   | Landek                   | |                 |                 |                  |          |
| EC 105                       | Lario                    | Biasca – Chiasso – Milano |                 |                 |                  |          |
| EC                           | Lehár                    | | MÁV             | 29. 5. 1988     |                  | 1988.01  |
| EC 980,971                   | Le Genevois              | (TGV) Genève – Paris | SNCF            | 31. 5. 1987     |                  | 1987.52  |
| EC 113,116                   | Le Corbusier             | Basel – Paris |                 | 31. 5. 1987     |                  | 1987.43  |
| EC 103,102                   | Le Grand Ducal           | Brussel – Luxembourg | CFL             |                 | 13. 12. 2003     |          |
|                              | Le Mosellan              | Paris – Luxembourg |                 |                 |                  |          |
| EC 28,29                     | Lemano                   | (TGV) Lausanne – Paris / Lausanne – Milano Centrale | SNCF/SBB        | 31. 5. 1987     |                  | 1987.40  |
| EC 10,11                     | Leonardo da Vinci        | Milano – Brenner – Kufstein – Dortmund | ÖBB             | 31. 5. 1987     | --.12. 2007      | 1987.05  |
| EC 240,241                   | Leoš Janáček             | |                 |                 |                  |          |
| EC 141/142, 147/148          | Ligure                   | Nice Ville – Monaco-Monte-Carlo – Menton – Ventimiglia – Bordighera – San Remo – Imperia P.M. – Diano Marina – Alassio – Albenga – Finale Ligure Marina – Savona – Genova Piazza Principe – Voghera – Pavia – Milano Centrale | FS              | 12. 9. 2004     | 13. 12. 2009     | 2004.01  |
| EC 6,7                       | Lötschberg               | Brig – Basel – Hannover | DB              | 31.05.1987      |                  | 1987.03  |
| EC 24,21                     | Lutetia                  | (TGV) Lausanne – Parijs / Milano – Genève | SNCF/SBB        | 31. 5. 1987     |                  | 1987.41  |
| EC 407, 409                  | Madrid Talgo             | Madrid – Bordeaux – Les Aubrais – Paris-Austerlitz | RENFE           | 31.05.1987      | 22. 5. 1993      | 1987.59  |
|                              | Maestral                 | Budapest – Székesfehérvár – Záhřeb |                 |                 |                  |          |
| EC 50,51                     | Manzoni                  | Milano Centrale – Winterthur | SBB             | 28. 5. 1989     | 22.05.1993       | 1989.04  |
| EC 160, 161                  | Maria Theresia           | Zürich – Innsbruck – Wien | ÖBB             | 31. 5. 1987     | 12. 12. 2009     | 1987.34  |
| EC 68,69                     | Marie Curie              | Stuttgart – Strassbourg – Paris | DB              | 31. 5. 1992     | xx. 5. 1996      | 1992.05  |
| EC 72,73                     | Matterhorn               | Brig – Basel – Frankfurt | DB              | 28. 5. 1990     |                  | 1990.01  |
| EC 66,67                     | Maurice Ravel            | München – Strassbourg – Paris Est | SNCF            | 28. 5. 1989     | 13. 12. 2003     | 1989.02  |
| EC 16,17                     | Max Reinhardt            | Wien – Salzburg – Münster (Westfalen) | DB              | 23. 5. 1993     | 14. 12. 2002     | 1993.08  |
| EC 115, 116                  | Mediolanum               | Basel SBB – Olten – Zofingen – Sursee – Luzern – Arth-Goldau – Gotthard – Bellinzona – Lugano – Chiasso – Como S. Giovanni – Milano Centrale | CIS             |                 |                  | .        |
| EC 48,49                     | Memling                  | Köln – Aachen – Oostende | NMBS            | 31. 5. 1987     | 23. 5. 1998      | 1987.16  |
| EC 30,31                     | Merkur                   | København – Puttgarden – Frankfurt am Main | DB              | 31.05.1987      | 1. 6. 1991       | 1987.10  |
| EC 80,81                     | Michelangelo             | Roma Termini – Brenner – Kufstein – München | FS              | 29. 5. 1988     |                  | 1988.02  |
| EC 10,11                     | Mimara                   | Záhřeb – Salzburg – München | JŽ              | 2. 6. 1991      | –                | 1991.04  |
| EC 40,41                     | Molière                  | Dortmund – Aachen – Paris Nord | DB              | 31. 5. 1987     | 13. 12. 1997     | 1987.13  |
| EC 140/141, 142/143          | Monginevro               | Lyon – Modane – Turijn | FS              | 29.09.1996      | 14.12.2003       | 1996.03  |
| EC 76,77                     | Mont Blanc               | Genève – Basel – Hamburg Altona | DB              | 31.05.1987      | 31.05.2001       | 1987.22  |
| EC 177                       | Monte Ceneri             | Zürich HB – Arth-Goldau – Göschenen – Bellinzona – Lugano – Chiasso – Como S. Giovanni – Milano Centrale | CIS             |                 |                  |          |
| EC 136/137, 138/139          | Mont Cenis               | Lyon – Modane – Turino – Milano | FS              | 29. 9. 1996     | 14. 12. 2003     | 1996.02  |
| EC 124, 129                  | Monte Rosa               | Genève-Aéroport – Genève – Lausanne – Montreux – Sion – Sierre/Siders – Brig – Domodossola – Verbania-Pallanza – Stresa – Arona – Gallarate – Milano Centrale | CIS             | 12. 12. 2004    |                  |          |
| EC 121, 128                  | Monteverdi               | Genève-Aéroport – Genève – Lausanne – Montreux – Sion – Visp – Brig – Domodossola – Verbania-Pallanza – Stresa – Arona – Gallarate – Milano Centrale – Brescia – Verona Porta Nuova – Vicenza – Padova – Venezia Mestre – Venezia S. Lucia | SBB             | 31. 5. 1987     |                  | 1987.38  |
| EC 130,131                   | Moravia                  | Budapest – Stúrvo – Bratislava – Bohumín – Warszawa |                 |                 |                  |          |
| EC 68,69                     | Mozart                   | Wien Westbahnhof – Linz Hbf – Salzburg Hbf – München Hbf – Strassbourg – Paris Est | ÖBB             | 28. 5. 1989     | 13. 12. 2003     | 1989.08  |
|                              | Nikola Tesla             | Bělehrad – Záhřeb – Venezia |                 |                 |                  |          |
| EC 142,143                   | Odra                     | Praha – Ostrava – Žilina |                 |                 |                  |          |
|                              | Olympus                  | Bělehrad – Niš – Skopje – Soluň |                 |                 |                  |          |
| EC 147                       | Olše                     | Praha – Žilina |                 |                 |                  |          |
| EC 72,73                     | Otto Lilienthal          | Zürich – Basel – Berlin | DB              | 2. 6. 1991      | 22.05.1993       | 1991.20  |
| EC 44,45                     | Paderewski               | Varšava – Frankfurt/oder – Berlin Zoo | PKP             | 1. 6. 2001      | 30.05.2002       | 2001.03  |
| EC 12,13                     | Paganini                 | Bologna – Brenner – Kufstein – Dortmund | DB              | 2. 6. 1991      |                  | 1991.06  |
| EC 213,212                   | Palatino                 | Paris – Chambéry – Genova – Roma | SNCF            | 31. 5. 1987     | 22. 5. 1993      | 1987.61  |
| EC 44,45                     | Parsifal                 | Paris Nord – Aachen – Köln | DB              | 31. 5. 1987     | 14. 12. 1997     | 1987.15  |
| EC 14,15                     | Patscherkofel            | Innsbruck – Kufstein – Saarbrücken | DB              | 23. 5. 1993     | 27. 5. 1995      | 1993.07  |
| EC 146,147                   | Piet Mondriaan           | Amsterdam – Emmerich – Köln | DB              | 2. 6. 1991      | 31.10.2000       | 1991.17  |
| EC 102,103                   | Polonia                  | Villach Hbf – Wien Meidling – Břeclav – Bohumín – Katowice – Warszawa-Wschodnia |                 | 1. 6. 1997      |                  |          |
| EC 176,177                   | Porta Bohemica           | Praha – Schöna – Hamburg | ČD              | 23. 5. 1993     | 10. 12. 2017     | 1993.06  |
| EC 48,49                     | Posnania                 | Poznaň – Frankfurt/oder – Berlin Zoo | PKP             | 01.06.2001      | 2. 6. 2002       | 2001.02  |
| EC 110,111                   | Praha                    | Varšava – Praha | PKP             | 23. 5. 1993     |                  |          |
|                              | Prietenia                | Bucuresti – Iaşi – Chişinău |                 |                 |                  |          |
| EC 90,91                     | Prinz Eugen              | Wien – Passau – Hamburg | DB              | 31.05.1987      | 23. 5. 1998      | 1987.28  |
| EC 532,533                   | Rákoczi                  | Košice – Hidasnémeti – Miskolc Tiszai – Budapest keleti pu. | ZSSK            | 31. 5. 1987     |                  |          |
| EC                           | Raffaello                | Roma – Firenze – Bologna – Milano – Zürich | FS              |                 |                  |          |
| EC 70,71                     | Rätia                    | Chur – Basel – Hamburg | DB              | 31. 5. 1987     |                  | 1987.20  |
| EC 2,3                       | Rembrandt                | Chur – Basel – Emmerich – Amsterdam | DB              | 31.05.1987      | 13. 12. 2003     | 1987.01  |
| EC 8,9                       | Rheinpfeil               | Chur – Basel – Hannover | DB              | 31. 5. 1987     | 1. 6. 1991       | 1987.04  |
| EC 139/140, 159/160          | Riviera Dei Fiori        | Nice Ville – Monaco-Monte-Carlo – Menton – Ventimiglia – Bordighera – San Remo – Imperia P.M. – Diano Marina – Alassio – Albenga – Finale Ligure Marina – Savona – Genova Piazza Principe – Voghera – Pavia – Milano Centrale | FS              |                 | 13. 12 .2009     |          |
| EC 203/209                   | Robert Schuman           | Paris – Luxembourg |                 | 31. 5. 1987     |                  | 1987.46  |
| EC 16,17                     | Robert Stolz             | Graz – Salzburg – München | ÖBB             | 28. 5. 1989     | 1. 6. 1991       | 1989.07  |
| EC                           | Romulus                  | Rome – Firenze – Venezia – Klagenfurt – Wien | FS              | 31. 5. 1987     | 9. 6. 2001       | 1987.33  |
| EC 186,187                   | Rosenborg                | København – Puttgarden – Hamburg | DB              | 31. 5. 1992     | 28. 5. 1995      | 1992.04  |
| EC 60,61                     | Rosenkavalier            | Wien – Salzburg – München | ÖBB             | 2. 6. 1991      | 28. 5. 1995      | 1991.05  |
| EC 53,56                     | Rossini                  | Schaffhausen – Zürich – Milano |                 | 31. 5. 1987     |                  | 1987.37  |
| EC 81, 84                    | Rubens                   | Paris Gare du Nord – Brussel-Zuid | NMBS/SNCF       | 31. 5. 1987     | 23. 5. 1993      | 1987.55  |
| EC 111, 114                  | San Marco                | Basel SBB – Olten – Zofingen – Sursee – Luzern (K) – Arth-Goldau – Bellinzona – Lugano – Chiasso – Como S. Giovanni – Milano Centrale – Brescia – Desenzano del Garda – Peschiera del Garda – Verona Porta Nuova – S. Bonifacio – Vicenza – Padova – Venezia Mestre – Venezia S. Lucia | CIS             | 11. 12. 2005    |                  | 2005.02  |
| EC 143/144, 145/146          | Sanremo                  | Nice Ville – Monaco-Monte-Carlo – Menton – Ventimiglia – Bordighera – San Remo – Imperia P.M. – Diano Marina – Alassio – Albenga – Finale Ligure Marina – Savona – Genova Piazza Principe – Voghera – Pavia – Milano Centrale | FS              |                 | 13. 12. 2009     |          |
| EC 211,210                   | Sava                     | Villach Hbf – Ljubljana – Zagreb gl.kol. – Bělehrad |                 |                 |                  |          |
| EC 86,87                     | Schwabenland             | Zürich – Schaffhausen – Stuttgart | SBB             | 31. 5. 1987     | 28. 5. 1989      | 1987.27  |
| EC 92,93                     | Schweizerland            | Zürich – Lindau – München | SBB             | 31. 5. 1987     | 22. 5. 1993      | 1987.29  |
| EC 32,33                     | Skandinavien             | København – Puttgarden – Hamburg | DB              | 31. 5. 1987     | 1. 6. 1991       | 1987.11  |
| EC 276,277                   | Slovan                   | Budapest Keleti pu. – Bratislava hl. st. – Praha hl. n. |                 |                 | 10. 12. 2017     |          |
| EC 282, 283                  | Slovenská strela         | Bratislava hl. st. – Břeclav – Praha hl. n. | ČD              |                 | 10. 12. 2017     |          |
| EC 72, 73                    | Smetana                  | Wiener Neustadt Hbf – Hohenau – Breclav – Brno hl. n. – Pardubice hl. n. – Praha hl. n. | ČD              | 15.12.2002      | 13.12.2003       |          |
| EC 104,105                   | Sobieski                 | Wien Westbahnhof – Warszawa-Wschodnia | PKP             | 23. 5. 1993     |                  |          |
| EC 184,185                   | Sören Kierkegaard        | Hamburg – Puttgarden – København | DB              | 31. 5. 1992     | 28. 5. 1994      | 1992.03  |
| EC 66,67                     | Stachus                  | Wien – Salzburg – München | ÖBB             | 31.05.1987      | 22.05.1993       | 1987.19  |
| EC 217,216                   | Stendhal                 | Paris – Torino – Milano | SNCF            | 31. 5. 1987     |                  | 1987.62  |
| EC 30, 31                    |                          | Venezia Santa Lucia – Venezia Mestre – Treviso Centrale – Conegliano – Pordenone – Udine – Tarvisio Boscoverde – Villach Hbf – Velden am Wörthersee – Pörtschach am Wörthersee – Klagenfurt Hbf – St. Veit a. d. Glan – Treibach-Althofen – Friesach – Unzmarkt – Judenburg – Zeltweg – Knittelfeld – Leoben Hbf – Bruck a. d. Mur – Mürzzuschlag – Wiener Neustadt Hbf – Wien Meidling – Wien Hauptbahnhof |                 |                 |                  |          |
| EC 171, 178                  | Cisalpino Teodolina      | Zürich HB – Arth-Goldau – Göschenen – Bellinzona – Lugano – Chiasso – Como S. Giovanni – Milano Centrale | CIS             |                 |                  |          |
| EC 190,191                   | Thomas Mann              | Hamburg – Puttgarden – København | DB              | 2. 6.1991       | 14. 12. 2002     | 1991.12  |
| EC 108,109                   | Thunersee                | Interlaken – Basel – Berlin |                 | 2. 6. 1991      | 27. 5. 1995      | 1991.21  |
| EC 109,110                   | Ticino                   | Basel – Chiasso – Milano |                 |                 |                  |          |
| EC 86,87                     | Tiepolo                  | Venezia – Brenner – Kufstein – München | FS              | 28. 5. 1995     |                  | 1995.01  |
|                              | Tisza                    | Budapest – Szolnok – Debrecen – Nyíregyháza – Lviv – Kiev – Moskva |                 |                 |                  |          |
| EC 74,75                     | Tiziano                  | Milano – Basel – Hamburg | DB              | 31. 5. 1987     | 14. 12. 2002     | 1987.21  |
| EC 46,47                     | Traianus                 | Budapest – Bucuresti |                 | 1. 6. 1997      | 14. 12. 2002     | 1997.02  |
| EC 162, 163                  | Transalpin               | Wenen Westbf – St. Pölten Hbf – Linz Hbf – Wels Hbf – Salzburg Hbf – Kufstein – Wörgl Hbf – Jenbach – Innsbruck Hbf – Ötztal – Imst-Pitztal – Landeck-Zams – St. Anton am Arlberg – Langen am Arlberg – Bludenz – Feldkirch – Buchs SG (k) – Sargans – Zürich HB – Baden – Brugg – Frick – Stein-Säckingen – Rheinfelden – Basel SBB                                                                        | ÖBB / SBB       | 31. 5. 1987     | 14. 6. 2010      | 1987.35  |
| EC 158,159                   | Uetliberg                | Zürich HB – Stuttgart | SBB             | 23. 5. 1993     | 7. 8. 1994       | 1993.02  |
| EC                           | Val d'Ossola             | Milano – Brig – Lötschberg – Basel SBB | CIS             | 14. 12. 2002    |                  |          |
| EC 127, 120                  | Vallese                  | Genève-Aéroport – Genève – Lausanne – Montreux – Sion – Sierre/Siders – Brig – Domodossola – Verbania-Pallanza – Stresa – Arona – Gallarate – Milano Centrale | CIS             |                 |                  |          |
| EC 40,41                     | Varsovia                 | Warszawa-Wschodnia – Katowice – Ostrava-Svinov – Břeclav – Bratislava hl. st. – Štúrovo – Budapest keleti pu. | ČD              | 23. 5. 1993     |                  |          |
| EC 90, 91                    | Vauban                   | Interlaken Ost – Interlaken West – Spiez – Thun – Bern – Olten – Liestal – Basel SBB – Basel SNCF – St-Louis (Haut Rhin) – Mulhouse Ville – Colmar – Selestat – Strasbourg – Metz Ville – Thionville – Luxembourg – Arlon – Brussel | SBB             | 29. 5. 1988     | 8. 12. 2007      | 1988.03  |
| EC 130,133                   | Verbano                  | Milano – Brig – Lötschberg – Basel SBB |                 |                 |                  |          |
| EC 4,5                       | Verdi                    | Milano – Basel – Dortmund | DB              | 2. 6. 1991      | 14. 12. 2002     | 1991.22  |
| EC 978,975                   | Versailles               | (TGV) Genève – Paris | SNCF            | 31. 5. 1987     |                  | 1987.51  |
| EC 52,53                     | Victor Hugo              | Frankfurt am Main – Saarbrücken – Paris Est | DB              | 31. 5. 1987     | 27. 5. 1995      | 1987.17  |
| EC 172,173                   | Vindobona                | Villach Hbf – Wien Meidling – Praha hl. n. – Dreseden Hbf – Berlin Hbf – Hamburg-Altona | ÖBB             | 23. 5. 1993     | 13. 12. 2014     |          |
| EC 976,973                   | Voltaire                 | (TGV) Genève – Paris | SNCF            | 31. 5. 1987     |                  | 1987.50  |
| EC 160,161                   | Vorarlberg               | Zürich –Innsbruck | ÖBB             |                 |                  |          |
| EC 248,249                   | Wawel                    | Kraków – Katowice – Wrocław – Berlin – Hamburg |                 | 10. 12. 2006    |                  | 2006.01  |
| EC 114,115                   | Wörthersee               | Klagenfurt Hbf – Salzburg Hbf – München Hbf – Düssledorf Hbf – Münster Hbf | DB              | 28. 5. 1989     | -                | 1989.03  |
| OEC 158, 159                 | Croatia                  | Zagreb Glavni Kolod. – Savski Marof – Dobova – Sevnica – Celje – Pragersko – Maribor – Spielfeld-Straß – Leibnitz – Graz Hbf – Bruck a. d. Mur – Mürzzuschlag – Wiener Neustadt Hbf – Wien Meidling – Wien Hauptbahnhof | ÖBB             |                 |                  |          |
| EC 270, 271                  | Petrov                   | Brno hl. n. – Bratislava hl. st. – Vác – Budapest Keleti pu. | ČD              | 9. 12. 2012     | -                |          |